# St. Irminen

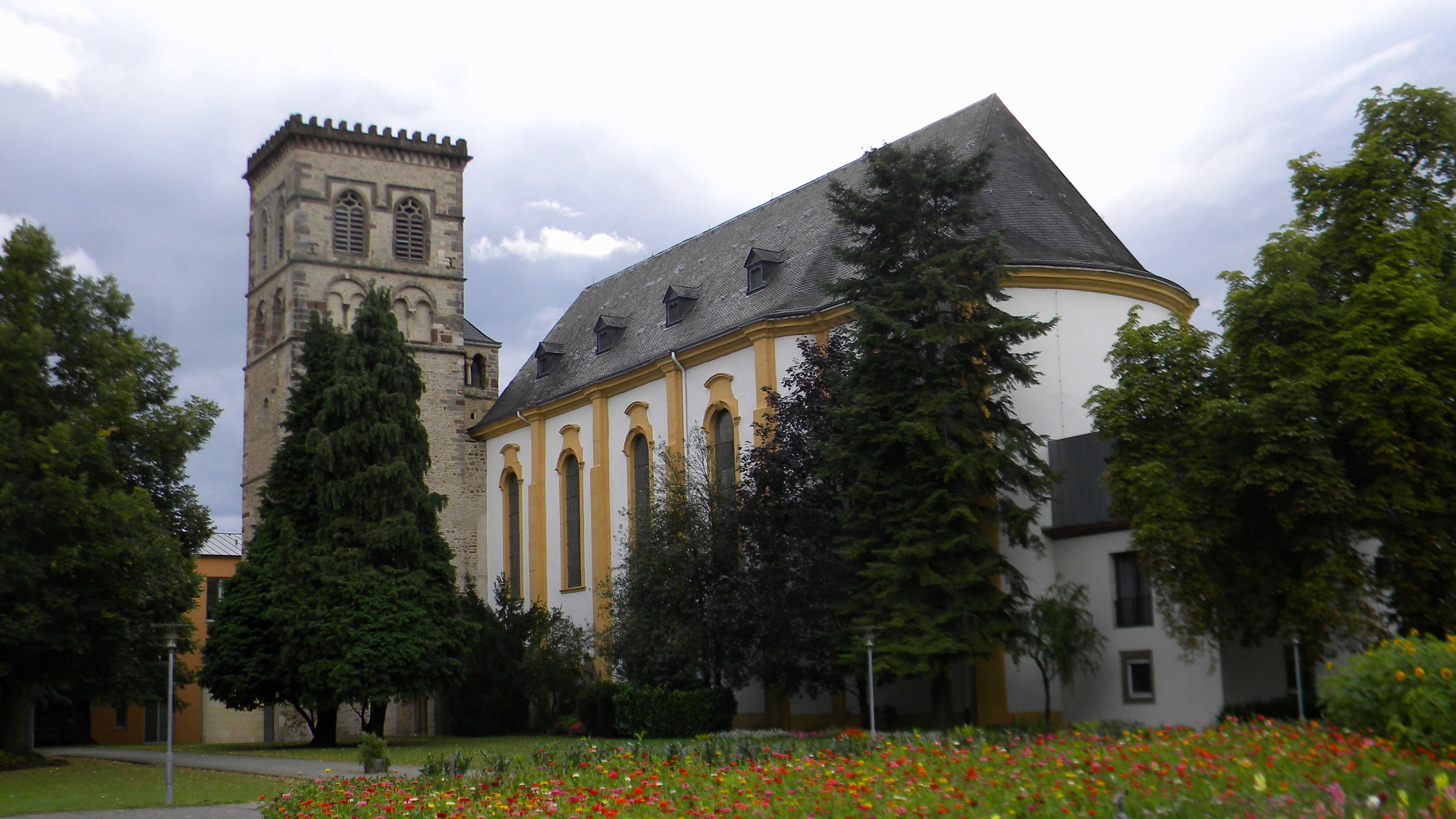
Klosterkirche St. Irminen

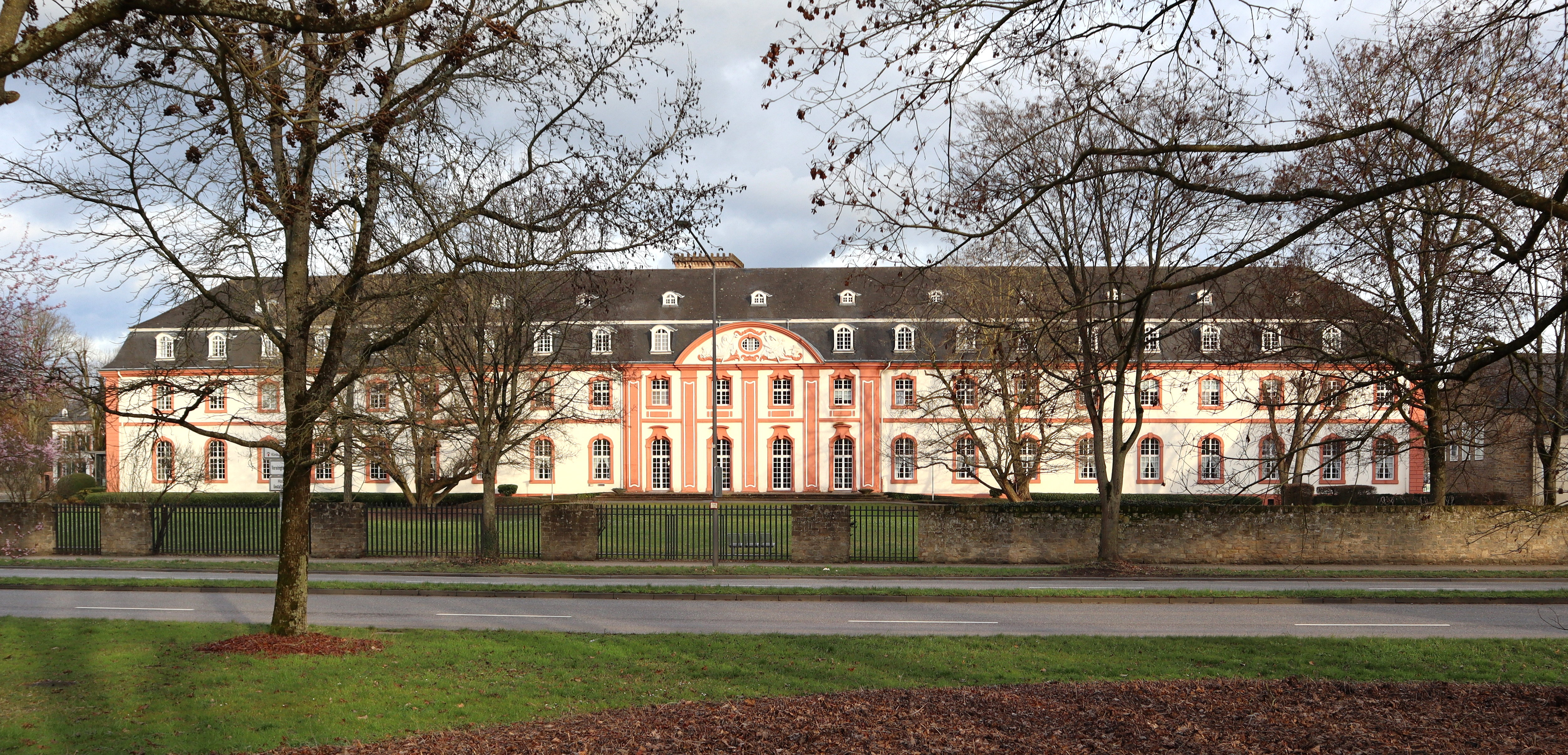
Westflügel des Klosters

St. Irminen ist ein ehemaliges Kloster in Trier, das nach der heiligen Irmina benannt ist. Es befand sich am heutigen Irminenfreihof.

## Geschichte
Die Anfänge der Grundmauern reichen bis in die Zeit des Römischen Reiches zurück. Nach dem Untergang Roms gelangten die alten Hafenhallen der Stadt Augusta Treverorum in fränkischen Königsbesitz. König Dagobert I. schenkte das Gelände dem Trierer Erzbischof Modoald, der hier zunächst ein Benediktinerkloster gründete, das bald jedoch in ein Marienkloster umgewandelt wurde.
Die Abtei wurde 645 als königliches Marienkloster in den Ruinen der römischen Hafenspeicher von Modesta, der ersten Äbtissin, gegründet. Von seiner Lage leitet sich die Bezeichnung „Oeren“ für das Kloster ab (von lateinisch: horrea für die Hafenspeicher). Von 659 bis 704 war nach einigen Angaben die spätere Namensgeberin Irmina die zweite Äbtissin. Von ihr leitete sich auch der Name des Klosters ab. Es ist nicht geklärt, ob bereits Irmina die Benediktinerregel einführte; belegt ist jedoch, dass sie ab 953 galt. Außerdem ist unklar, ob Irmina tatsächlich selbst Äbtissin im Kloster und maßgeblich an seiner Gründung beteiligt war (siehe unten).
Seit der Karolingerzeit war es ein Kloster der Benediktinerinnen. Ab dem Jahr 1000 – nach anderen Quellen bereits 966 –  wurde es schließlich dem Erzbischof von Trier unterstellt. Von 1148 bis 1152 wurde es durch Papst Eugen III. gemäß der Augustinerregel grundlegend reformiert. Der Trierer Erzbischof Albero von Montreuil übergab das Kloster daraufhin dem neuen Abt Richard von Springiersbach. Es wurde jedoch 1495 aufgelöst und die Benediktinerregel wieder eingeführt. In diesem Zusammenhang kam es zu einem engen Anschluss an die Benediktinerabtei St. Matthias.
Im 12. und im 18. Jahrhundert wurde das Kloster in großem Umfang baulich verändert. Dazu gehörte die nach Plänen von Joan Antoin 1768/69 gebaute saalartige Kirche, die nach der heiligen Irmina benannt wurde. Im 16. und 17. Jahrhundert wurde das Kloster während Kriegswirren und Seuchen wie viele andere Klöster der Stadt mehrfach in Mitleidenschaft gezogen, zuletzt während der französischen Invasion 1794.
Am 9. Juni 1802 wurde das Kloster im Zuge der Säkularisation aufgelöst. 1804 fiel nach einem zweijährigen Leerstand die Entscheidung, das ehemalige Kloster in ein Krankenhaus umzuwandeln. Ab dem 1. April 1811 wurde das Gemäuer in die „Vereinigten Hospitien“ aufgenommen, nachdem hier der erste Konvent der Borromäerinnen in Trier eröffnet worden war. Unter der Führung Napoleons bekamen die Gebäude eine neue Bestimmung, teilweise Hospitäler und Altersheime, die bis heute fortbestehen. Zu dieser Zeit wurde auch das Waisenhaus des Klosters St. Afra hierher verlegt.
Am 8. September 1868 wurde die erste eigene Kapelle im Komplex errichtet (St. Katharina).
Bei einem Bombenangriff im Dezember 1944 wurde das Kloster fast vollständig zerstört, jedoch ab 1945 wieder aufgebaut. In seiner Funktion als Krankenhaus und als Teil der „Vereinigten Hospitien“ wird es bis heute genutzt. Seit 1960 ist das Gebäude vor allem Alten- und Pflegeheim.

## Gebäude und Architektur

### Heutiger Bestand

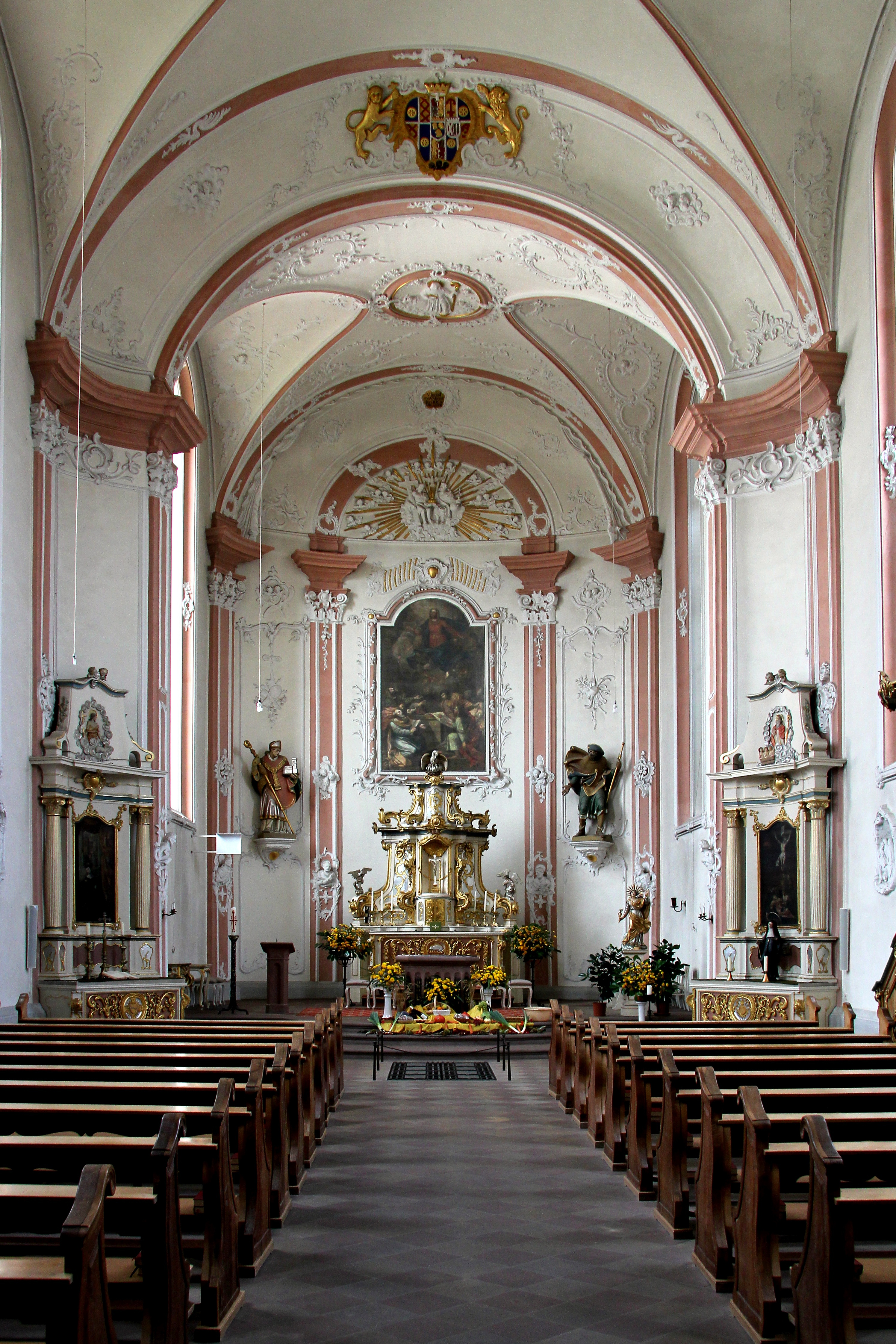
Rokokokirche St. Irminen

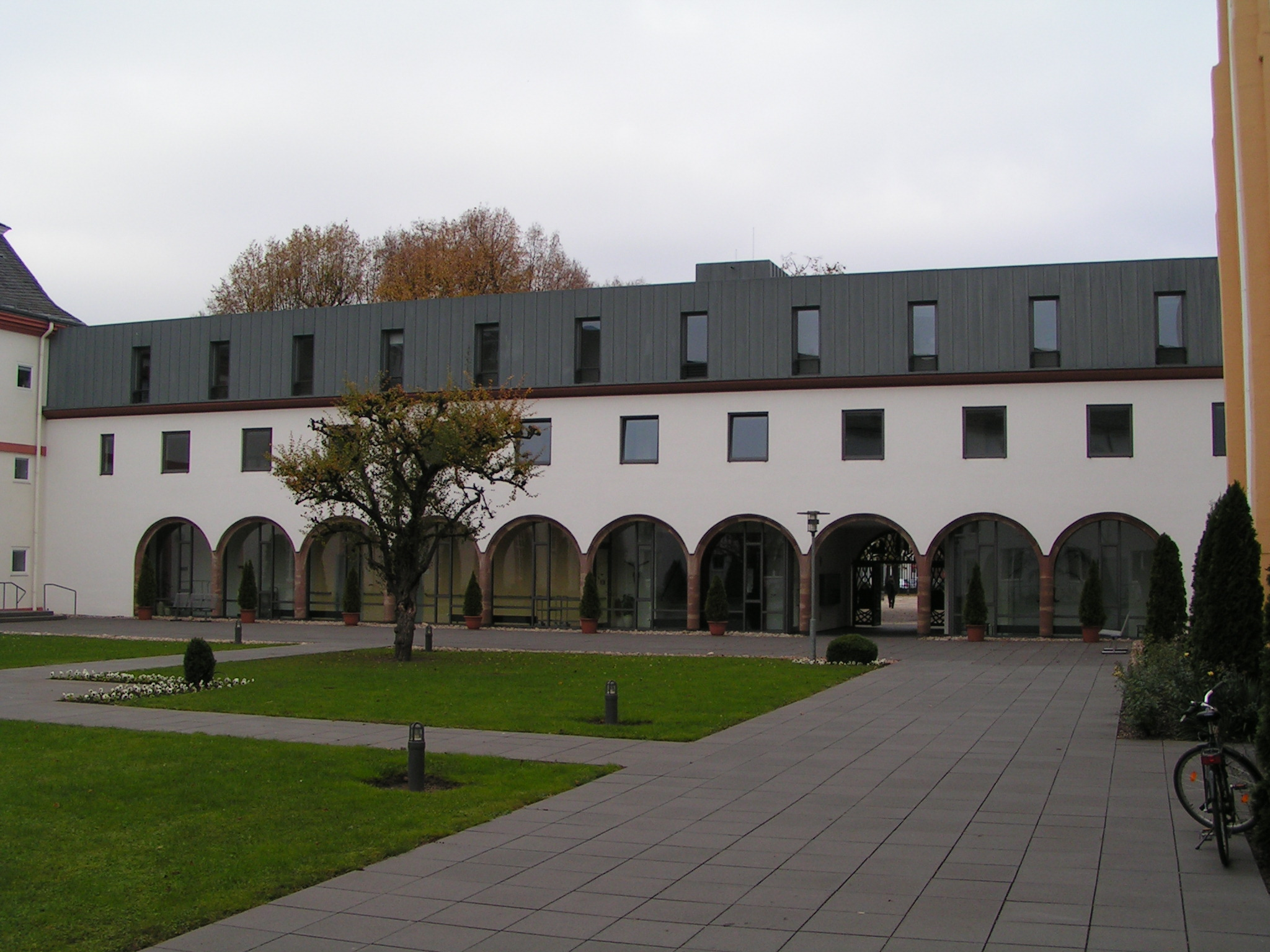
Gebäudekomplex, heute Altersheim

Die Reste der historischen römischen Hafenhallen sind in Teilen im Gebäudekomplex noch erkennbar. Die Gebäude sind durch Blendarkaden gegliedert. Im Ostteil des Klosters lag die Kreuzung zweier römischer Straßen. Hier wurden zudem die Grundmauern kleinteilig verschachtelter Wohn- und Gewerbebebauung aus der Zeit des ersten bis vierten Jahrhunderts n. Chr. freigelegt und teilweise konserviert.
Hauptkirche des Klosters ist die Rokokokirche St. Irminen von 1771 – nach anderen Quellen 1768/69 oder 1768–1771 – von Joan Antonin, ein einschiffiger Saalbau mit vierjochigem Langhaus. Nach ihrer Zerstörung im Zweiten Weltkrieg 1944 wurde sie 1964 wieder aufgebaut. Der Kirchturm geht auf die romanische Klosterkirche St. Marien aus dem 11. Jahrhundert zurück. Jene war einst so groß wie St. Maximin und St. Matthias. Sie war einschiffig mit halbrunder Apsis und flankierenden Seitenapsiden, die ebenfalls mit einer halbrunden Apsis endeten. Erhalten ist der südöstliche Turm der Kirche.
Ein Großteil des Kreuzgänge ist im wiederaufgebauten Zustand erhalten und dient nach wie vor als Altersheim und Krankenhaus. Daher sind alle Wege auf dem Gelände inzwischen barrierefrei ausgestaltet.
Zum Gelände zählt auch das Willibrordstift, das nach dem Missionar Willibrord benannt ist. Willibrord war Gründer der Abtei Echternach, mit der das Irminenkloster in engem Austausch stand. Vor dem nach ihm benannten Stift steht auch ein ihm gewidmetes Denkmal.

### Abgegangene Gebäude
Die Kirche St. Irminen ist nicht mehr in ihrem Ursprungszustand erhalten. Sie wurde im Zweiten Weltkrieg zerstört und danach zum Teil abgebrochen. Auch der barocke Südflügel mit Mittelrisalit wurde nicht wieder aufgebaut.
Im Bereich der Windmühlenstraße existierte früher ein Weingarten, der Irminenwingert, der zum Kloster gehörte. Die Ursprünge des Weingartens gehen bis in römische Zeit zurück. Seither wurde das Gelände immer wieder ausgebaut und erweitert. Der Garten ist heute jedoch komplett verschwunden. An diesen Garten erinnert seit 1863 unter anderem auch der Name der Straße In der Olk.

## Sonstige Gebäude der Abtei
Im Besitz der Abtei waren auch einige Gebäude außerhalb des Irminenfreihofs.

### Stiftshof in Aach

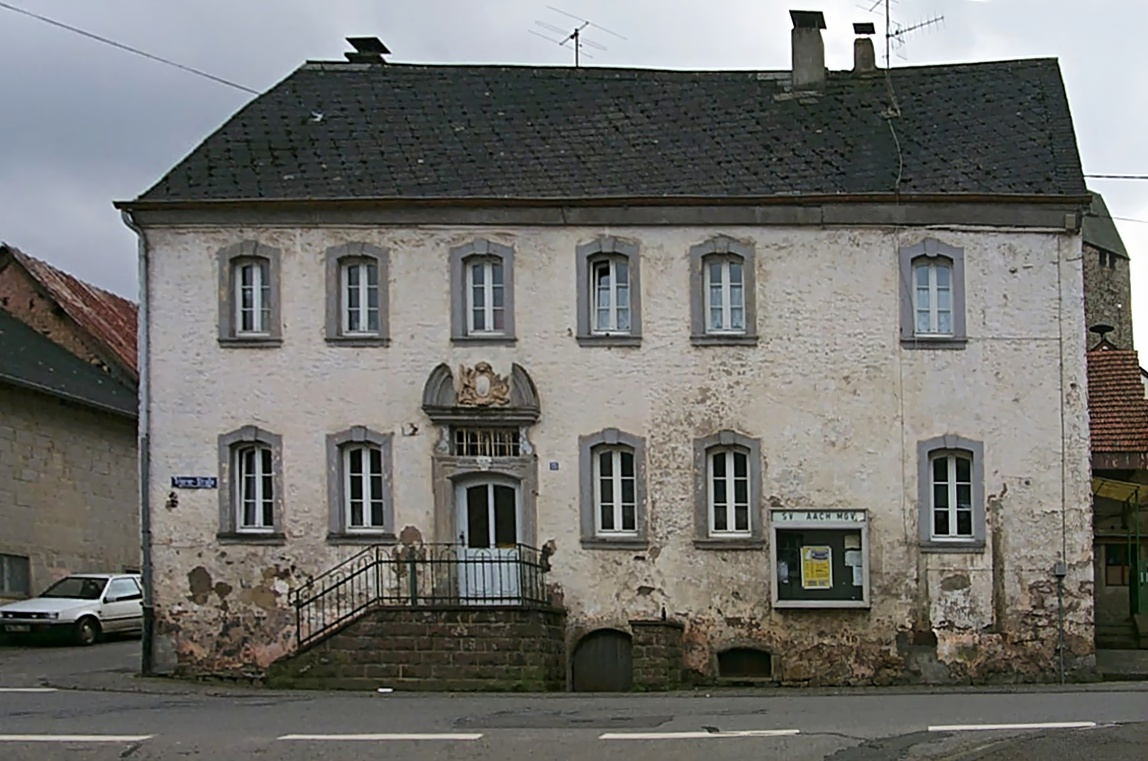
Stiftshof in Aach

Dazu zählt auch der Stiftshof von St. Irminen in Aach von 1752. Es ist ein Parallelhof aus einem straßenseitigen, barocken Wohngebäude, das ehemals mit einer durch eine Tordurchfahrt versehen war und unter anderem als Landwirtschaftsgebäude diente. Der Komplex ist ein herausragendes Beispiel für einen barocken Stiftshof.

### Hofgut in Kasel

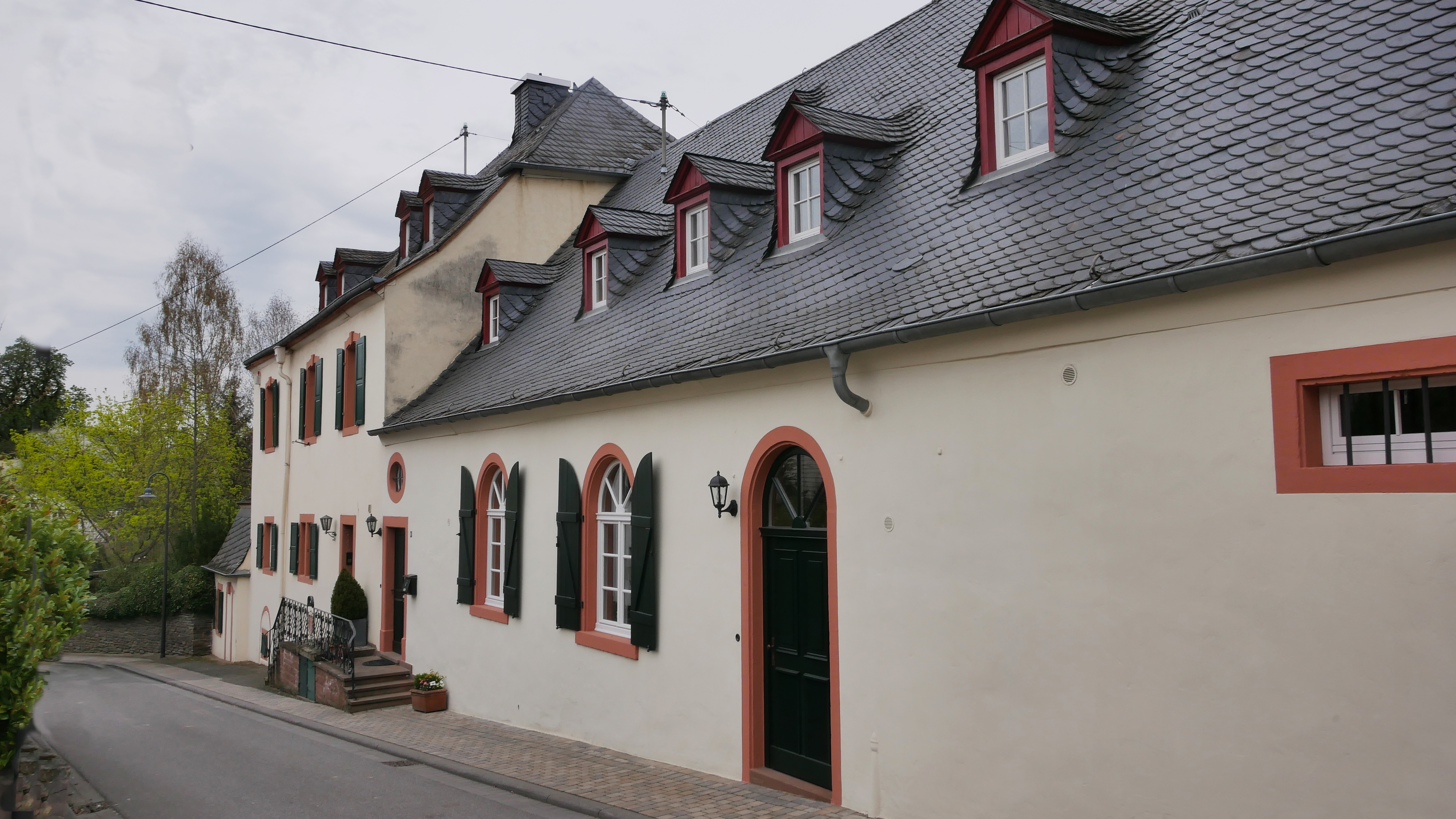
Ehemaliges Hofhaus in Kasel (Ruwertal)

Das ehemalige Hofgut von St. Irminen liegt in Kasel an der Ruwer. Die Streckhofanlage liegt am nördlichen Dorfrand unterhalb des einst da zugehörenden Weinberges. Das Gebäude stammt zwar aus dem späten 18. und frühen 19. Jahrhundert, gründet aber auf einem älteren Kern von 1227. Nach der Säkularisation wurde das Bauwerk 1805 versteigert, und gelangte 1854 in den Besitz der Grafen von Kesselstatt. Seit den 1980er Jahren ist der Komplex dreigeteilt und wurde komplett renoviert und zur reinen Wohnnutzung umgewandelt. Das Wohngebäude, das von der Kelleranlage gesockelt wird, dominiert als markanter, im Obergeschoss mit barocken Stichbogenfenstern ausgestatteter Krüppelwalmdachbau. Es schließt giebelseitig das Kelterhaus an, wobei es sich um einen gestreckter, eingeschossigen Bau unter einem einseitig abgewalmten hohen Satteldach handelt. Das Landwirtschaftsgebäude des Hofgutes stellt sich als breiter, giebelständiger Krüppelwalmdachbau dar. Viele Teile des Umfelds wurden zudem in ihrem historischen Zustand belassen, z. B. die Küche mit dem Takenkamin, die Kelterhalle und die alte Holztreppe.

## Kontroversen und Unklarheiten
Im 13. Jahrhundert lässt sich eine Kult- und Legendenbildung um die Figur Irmina in vielfacher Hinsicht feststellen, sodass es um das Alter des Klosters sowie seine Gründung durch Irmina von Oeren verschiedene Kontroversen gibt. Teilweise wird angenommen, dass die Gründungsurkunden aus dem 7. Jahrhundert im späteren Mittelalter gefälscht wurden. Die Existenz jener Gründungsunterlagen ist nämlich erst seit dem 12. Jahrhundert belegt. Umstritten ist auch, ob Irmina gar die Tochter von Dagobert I. war, wie oft behauptet wird. Stimmt die Behauptung, würde dies dem Kloster eine herausragende Stellung verleihen. Doch auch in diesem Fall sind keine Dokumente überliefert, die vor dem 12. Jahrhundert entstanden sind. Die ältesten Handschriften über Irmina reichen nach heutiger Forschung maximal ins 10. Jahrhundert zurück. Ebenfalls ungeklärt ist die Frage, warum die Reliquien von Irmina nicht im Trierer Kloster aufbewahrt wurden, sondern in das elsässische Benediktinerkloster in Weißenburg verlegt wurden, wo sie in einem Hochgrab begraben wurden. Zwar kann dies auf die Weißenburger Dagobert-Tradition zurückgeführt werden, aber ist kein ausschlaggebender Hinweis darauf, warum kein Bezug der Reliquien zum Trierer Kloster besteht.